# Campeonato Europeo de Baloncesto Femenino de 2027
El XLI Campeonato Europeo de Baloncesto Femenino se celebrará conjuntamente en Finlandia y Lituania entre el 16 y el 27 de junio de 2027 bajo la denominación EuroBasket Femenino 2027. El evento es organizado por la Confederación Europea de Baloncesto (FIBA Europa), la Federación Belga de Baloncesto, la Federación Finladesa de Baloncesto, la Federación Sueca de Baloncesto y la Federación Lituana de Baloncesto.

## Candidaturas
- Lituania y  Finlandia anunciaron en octubre de 2023 que presentarían una candidatura conjunta para organizar el torneo. [3]

El 22 de noviembre de 2023, tras la reunión de la FIBA en Mies (Suiza), Lituania y Finlandia fueron confirmados como anfitriones, aunque dejando la puerta abierta a que se unieran un tercer y cuarto país como anfitriones.
El 22 de marzo de 2024, la FIBA anunció que había varios países interesados también en acoger el evento, y confirmó que el listado completo de anfitriones se conocería en noviembre de 2024.  Los países candidatos a ser coanfitriones se conocieron el 13 de agosto de 2024, a la vez que se confirmó que la fase final se realizaría en Lituania:
- Bélgica: se reportó que, de ser elegida la candidatura belga, el recinto más probable para acoger el evento sería el Sportpaleis de Amberes.[7]
- Eslovaquia: el ministro de cultura y deportes, Dušan Keketi, anunció la intención de organizar el campeonato, entre otros eventos. Se llevaría a cabo en el Gopass Arena de Bratislava.[8]
- Suecia: la Federación de baloncesto de Suecia y el ayuntamiento de Estocolmo anunciaron un programa de tres años, con inversiones de hasta 23 millones de coronas suecas, con el objetivo de poder organizar el torneo, que se celebraría en Estocolmo, en el Avicii Arena.[9]

## Sedes
| Vilnius · Lituania          | Amberes Espoo Estocolmo Vilnius | Amberes · Bélgica  |
| Twinsbet Arena              | Amberes Espoo Estocolmo Vilnius | Sportpaleis        |
| Capacidad: 11 000           | Amberes Espoo Estocolmo Vilnius | Capacidad: 18 575  |
| Fase de grupos y Fase Final | Amberes Espoo Estocolmo Vilnius | Fase de grupos     |
|                             | Amberes Espoo Estocolmo Vilnius |                    |
| Estocolmo · Suecia          | Amberes Espoo Estocolmo Vilnius | Espoo · Finlandia  |
| Avicii Arena                | Amberes Espoo Estocolmo Vilnius | Espoo Metro Areena |
| Capacidad: 16 000           | Amberes Espoo Estocolmo Vilnius | Capacidad: 8500    |
| Fase de grupos              | Amberes Espoo Estocolmo Vilnius | Fase de grupos     |
|                             | Amberes Espoo Estocolmo Vilnius |                    |

## Países clasificados
| Equipo    | Método de clasificación | Fecha de clasificación  | Apariciones | Última | Mejor resultado          |
| --------- | ----------------------- | ----------------------- | ----------- | ------ | ------------------------ |
| Finlandia | Países anfitriones      | 24 de noviembre de 2023 | 6           | 1987   | 11.er lugar (1952, 1956) |
| Lituania  | Países anfitriones      | 24 de noviembre de 2023 | 12          | 2015   | (1997)                   |
| Bélgica   | Países anfitriones      | 28 de noviembre de 2024 | 15          | 2023   | (2023)                   |
| Suecia    | Países anfitriones      | 28 de noviembre de 2024 | 10          | 2025   | 6º lugar (2019)          |